# Sân bay Kamanjab
Sân bay Kamanjab (ICAO: FYKJ) là một sân bay ở Kamanjab, vùng Kunene, Namibia.

## Vị trí và cơ sở vật chất
Sân bay nằm cách thị trấn 11 km về phía bắc, trên độ cao 4270 ft (1301 m) so với mực nước biển. Nó có hai đường băng không trải nhựa dài 1832 m và 1375 m.